# Jonas Bendiksen
Jonas Bendiksen (Tønsberg, 8 september 1977) is een Noorse fotograaf. Hij ontving prijzen van World Press Photo, International Center of Photography, National Magazine Awards en Pictures of the Year International. Bendiksen is lid van de coöperatieve vereniging van fotografen, Magnum Photos.
Een aantal maanden na de publicatie van The Book of Veles bleken de foto's en teksten in het boek gemanipuleerd te zijn. Het Macedonisch Veles kreeg in 2016 bekendheid doordat studenten en scholieren tientallen websites met nepnieuws onderhielden.